# Ignacio de Loyola Abeledo Rute
Ignacio de Loyola Abeledo Rute (Huelva, Andalusia, 5 de gener de 1996), més conegut com a Ignacio Abeledo, és un futbolista andalús que juga com a migcentre esquerre i que va fitxar pel Club Gimnàstic de Tarragona el 2018.